# Апофиллит

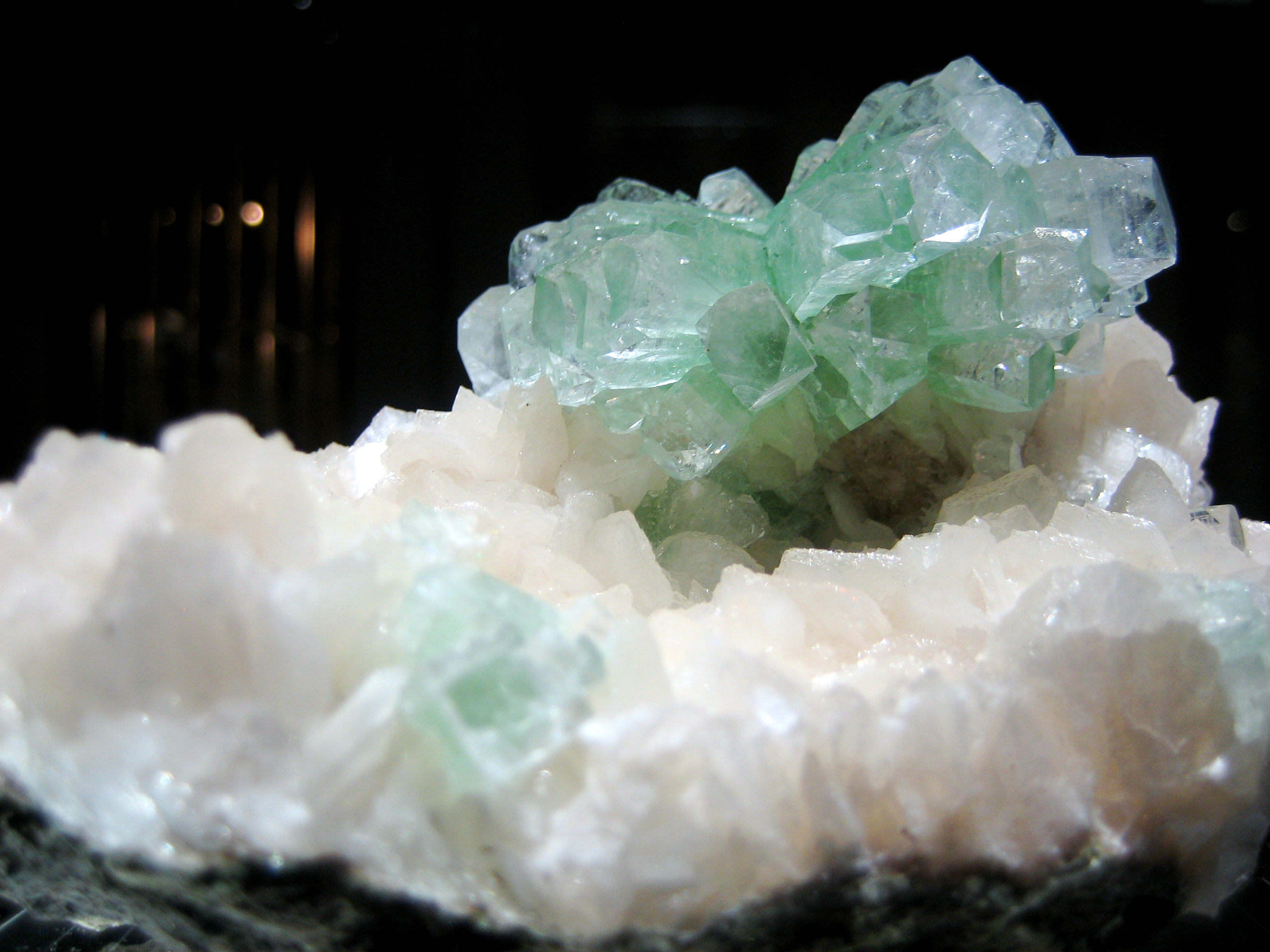
Флуорапофиллит

Апофиллит, также рыбий глаз или каменный рыбий глаз (др.-греч. ἀπο- — приставка со значением отделения и φύλλον — лист) — минерал, силикат натрия и кальция сложного состава.
Термин «апофиллит» применим для целой группы сходных минералов, включающих в себя флуорапофиллит, гидроксиапофиллит и натроапофиллит. Название камня указывает на свойство апофиллита расслаиваться при нагревании, когда минерал теряет воду.

## Свойства
При нагревании в стеклянной пробирке теряет воду, которая осаждается на стенках. Под действием соляной кислоты разлагается, образуя желеобразный осадок. Апофиллит обычно бесцветен или белый; для некоторых месторождений типичны кристаллы, окрашенные в пастельные тона розоватого, голубовато-зелёного или зеленоватого цвета.
Состав (%): K2О — 5,2; CaO — 25; SiO2 — 53,7; Н2O — 16,1; F — до 1,5.
Кристаллы могут иметь значительные размеры, быть бесцветными и прозрачными, или белыми, просвечивающими и непрозрачными. Коллекционеры минералов ценят друзы полупрозрачных кристаллов апофиллита как эффектные экспонаты. Промышленного значения камень не имеет.

## Морфология
Обычны кристаллы, образованные из комбинаций простых форм (110), (101) и (001); кристаллы выглядят кубическими, составленными из куба и октаэдра, но правильную симметрию нарушает спайность в одном направлении и различие в блеске между базальными плоскостями и другими гранями. Также таблитчатый, уплощённый по пинакоиду. Кристаллы апофиллита очень распространены и разнообразны по облику. Они бывают уплощёнными, одни очень тонкими в виде пластинок (в сечении в основном прямоугольные), другие с углами, срезанными четырьмя гранями, третьи напоминают куб, вершины которого срезаны маленькими треугольными гранями тетрагональной пирамиды. Также довольно распространены кристаллы в виде квадратной бипирамиды с заострёнными вершинами, напоминающей октаэдр, или удлинённой призмы, или пинакоида с сильно развитым основанием.

## Происхождение
Типичный гидротермальный минерал, встречается в тесной ассоциации с цеолитами. Обычен в эффузивах, где он в основном находится в пустотах и трещинах вулканических пород базальтового и близкого к нему состава.

## Месторождения
Великолепные экземпляры в виде друз крупных кристаллов с кварцем и стильбитом, иногда изумрудно-зелёного цвета, поступали и поступают из зоны Пуна, вблизи Бомбея (Индия). В Италии примечательные образцы известны из Альпе-де-Сиузи (провинция Больцано) и окрестностей Моро (провинция Тренто). Реже апофиллит в виде маленьких, но изящных кристаллов встречается в трещинах базальта Монтеккьо-Мажоре в Вичентино.
На территории бывшего Советского Союза апофиллит встречается в друзах на Талнахском месторождении в Красноярском крае.